# Éclairs sur l'Au-Delà...
Éclairs sur l'Au-Dela is een compositie van Olivier Messiaen voor groot symfonieorkest. Het is zijn laatst voltooide werk voor een dergelijk ensemble. Het is in opdracht geschreven; de New York Philharmonic gaf de opdracht ter viering van zijn 150-jarig bestaan. Dit orkest gaf dan ook de première in het Lincoln Center te New York onder leiding van Zubin Mehta. Messiaen stierf zes maanden voordat het werk werd uitgevoerd.
Het werk bestaat uit elf delen, waarbij het vijfde deel de sleutelpositie heeft. De delen lijken afzonderlijke muziekstukken te zijn, die later bij elkaar gezet worden, doch het thema Hiernamaals is overduidelijk aanwezig en het totale werk wordt bijeengehouden door de delen 1 (begin), 5 en 11 (eind), die dezelfde koraalachtige structuur hebben.
In het werk combineerde Messiaen drie van zijn interesses; de kosmos, het katholicisme en vogels / ornithologie. De Franse titel is niet goed over te zetten naar een Nederlandse; Éclairs kan staan voor weerlichten of lichtstralen; de totale titel zou zijn: Weerlichten/Lichtstralen over het Hiernamaals.

## Delen

### 1. Apparition du Christ glorieux (verschijning van de glorieuze Christus)
Het is een koraal zonder strijkinstrumenten en percussie. Het hout en het koper verzorgen een gebed, dat zich in zeer traag tempo ontwikkelt. Het wordt gespeeld in een statig forte, maar bevat generale rusten, die net zoals duren als bijvoorbeeld de pauzes tussen de onderlinge delen. Doordat de lage stemmen van de blazers niet meespelen, krijgt het stuk een heel lichte doorzichtigheid. Het deel sluit af met een 3 maten durende crescendo (tenminste als er wordt gespeeld in een vierkwartsmaat).

### 2. La Constellation du Sagittaire
Messiaen was zelf Boogschutter (Sagittarius) en schreef hier een van zijn bekende transposities van vogelgeluiden naar muziekinstrumenten. Deze geluiden van vogels zijn hier overgezet naar muziek voor zes dwarsfluiten, die elk hun eigen tempo aanhouden, zodat een chaos aan gekwetter ontstaat, enige vastigheid biedt de strijkersgroep met een pianissimo-triller op de achtergrond en het gerinkel van een triangel en een klein bekken.

### 3. L’Oiseau-lyre et la Ville-fiancée

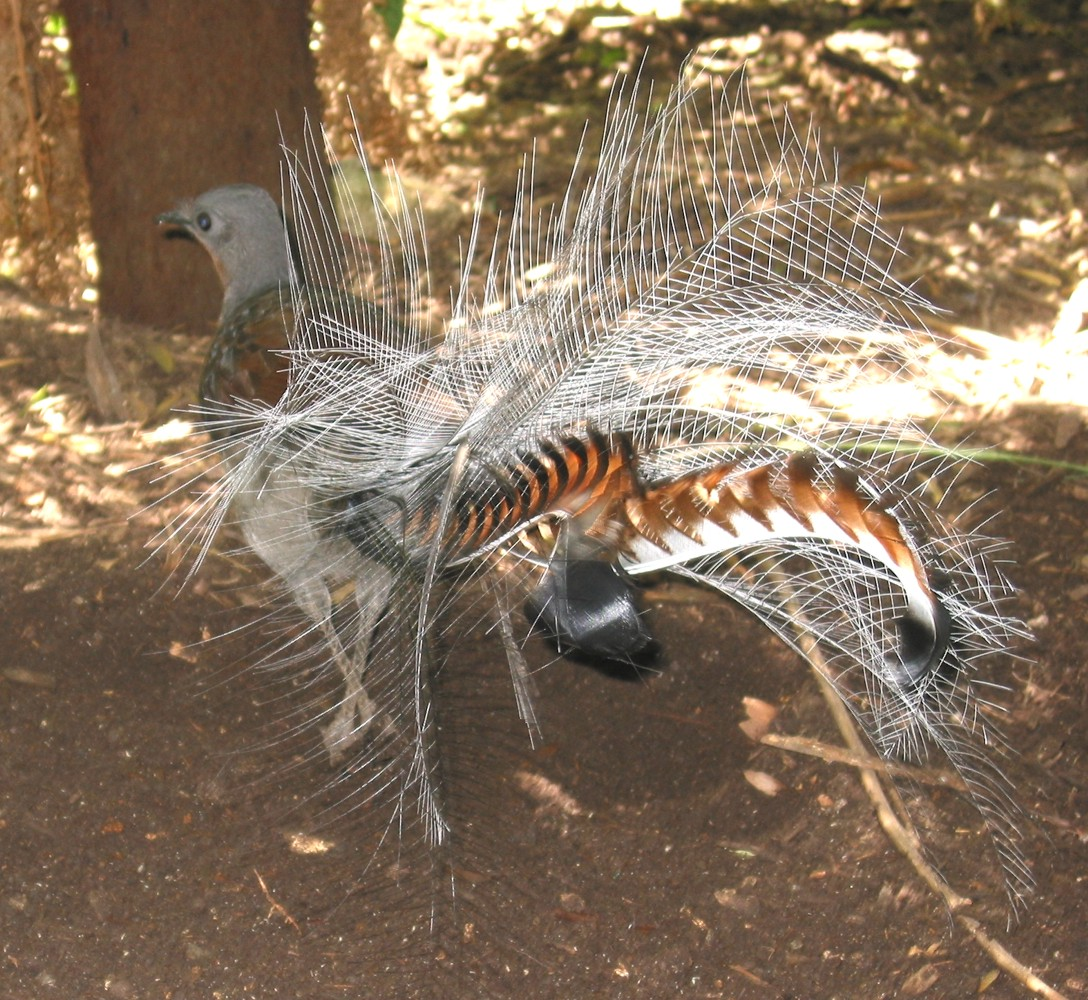
liervogel

Opnieuw vogelgeluiden, maar dit keer een specifieke vogel ; de Australische liervogels met hun specifieke geluiden. Yvonne Loriod (vrouw van Messiaen) schreef dat het geluid bestaat uit alle geluidssoorten van lonkend tot afstotend. Bovendien maakt de vogel zich groter om indruk te maken. Vandaar ook het tweede deel van de titel; de bruid maakt zich mooi (mooier dan ze werkelijk is) voor de bruidegom.

### 4. Les Élus marqués du sceau
Dit deel geeft een muzikale weergaven van het licht dat door een kerkraam schijnt. Het is alleen geschreven voor de strijkers en percussie. Buisklokken, gongs en opnieuw bekkens geven het gelui van de kerkklokken weer. Drieëntwintig strijkers spelen de harmonieuze melodie gecomponeerd voor acht eerste violen, zeven tweede violen, drie altviolen en vier celli.

### 5. Demeurer dans l'amour
Dit deel is voorbehouden aan alleen strijkers. Het is een uitwerking van het koraal van deel 1. De melodie wordt gespeeld door zes musici uit elke groep van tweede violen, altviolen en celli; op de achtergrond vergezeld door zestien eerste violen, waarvan er zes gedempt zijn. De toonhoogte kruipt daarbij langzaam om hoog en bereikt daarbij de hoogste regionen, die mogelijk zijn op de viool (Gis); het geeft een licht en vervreemdend verwrongen effect. Messiaen greep hierbij terug op zijn opera St. Francois d'Assise.

### 6. Les Sept Anges aux sept trompettes
Dit is ronduit het gewelddadigste deel. Het ritme wordt gevormd door zeven slagen op percussie-instrumenten; 3x op de grote trom, 1x op een bekken, dan op de gong en vervolgens op de tamtam. De serie wordt afgesloten met een klap van de zweep, dat tevens dient als opmaat voor de volgende serie.
Daartegenover staat opnieuw een koraal, waarbij vreemd genoeg de trompetten ontbreken: zes hoorns, drie trombones en drie fagotten zetten een stevige gezang in. Ook dit deel wordt "opgehouden" door lange generale rusten.

### 7. Et Dieu essuiera toute larme de leus yeux
Tegenover het apocalyptische vorige deel, brengt Messiaen hier vrede. Hij schreef zelf in een schets, dat het stelend moest klinken.

### 8. Les Étoiles et la Gloire
Dit deel is het langste van de elf; het bestaat uit een aantal losse fragmenten waarbij weer de nadruk komt te liggen op de geluiden van vogels. Hij is hierbij vooral geïnspireerd door het geluid van de in Australië voorkomende zwartkeel- en de grijsrugorgelvogel.. Het geheel mondt uit in een unisono eind.

### 9. Plusieurs Oiseaux des arbre de Vie

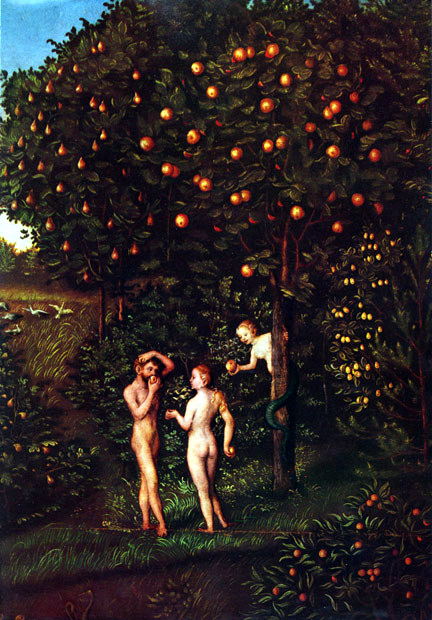
Levensboom

Dit deel bestaat uit zijn geheel uit de vogels, die de verbinding verzorgen tussen Aarde en Hemel en zo de Levensboom bezetten. Het is een gekwetter vanjewelste in de boom, waar vijftien vogelsoorten "strijden" / uitgebeeld worden. Hoofdrol is weggelegd voor drie piccolo's, zes dwarsfluiten, een altdwarsfluit, twee es-klarinetten en twee bes-klarinetten. Het is erg onrustig.

### 10. Le Chemin de l’Invisible
De onzichtbare weg van het leven, of zoals Loriod schreef, de mens die tegen een berg opklimt. Met andere woorden, pas op het eind van het leven heeft men zijn/haar doel bereikt.

### 11. Le Christ, lumiere du Paradis
Het slotdeel is dan ook de vertaling van het werkelijk eind. Ritme en tijdsgevoel verdwijnt; men belandt in het Paradijs.

## Orkestratie
Het werk vergt een symfonieorkest van enorme proporties:
- 3 piccolo's, 6 dwarsfluiten, een altfluit, 3 hobo's, Engelse hoorn, 2 esklarinetten, 6 besklarinetten, basklarinet, contrabasklarinet, 3 fagotten, contrafagot
- 2 D-trompetten, 3 C-trompetten, zes hoorns (in F- en Bes) 3 trombones, 2 tuba's, en een contrabastuba.
- stembare percussie: crotales, glockenspiel, xylofoon, xylorimba, marimba
- 10 man/vrouw percussie:
  - Drie spelers voor buisklokken
  - een bespeler van de drie triangels
  - een bespeler van de windmachine, grote trom en een tweede triangelpartij
  - een bespeler van drie kleine gongs en de zweep
  - een bespeler voor grote bekkens
  - een bespeler voor drie grote gongs
  - een bespeler voor de kleine gong, de tamtam en de grote tamtam
- 16 eerste violen, 16 tweede violen, 14 altviolen, 12 celli en 10 vijfsnarige contrabassen.

## Grisey
Het werk geeft een inzicht in het werk van een van Messiaens leerlingen, Gérard Grisey. Messiaen analyseerde de geluiden van vogels. Grisey ging verder en analyseerde de menselijke stem en kwam later met Les Chants de l’Amour, waarbij de menselijke stem geheel ontrafeld werd. Les Chants is echter in het geheel niet te vergelijken met dit werk.

## Discografie
- Orchestre de l'Opéra national de Paris o.l.v. Whyung-Whun Chung op Deutsche Grammophon
- Berliner Philharmoniker o.l.v. Simon Rattle op EMI
- Wiener Philharmoniker o.l.v. Ingo Metzmacher op Kairos
- SWF Sinfonieorchester Baden-Baden en het Freiburg Sinfonieorchester o.l.v. Sylvain Cambreling op Hänsler;
- Sydney Symphony Orchestra o.l.v. David Porcelijn op ABC

De opnamen van Metzmacher betreffen een concert; het was het debuut bij genoemd orkest van de dirigent in Wenen op 20 januari 2008 in de Grosser Musikvereinssaal; het betrof een opname voor de ORF.